# 1125 w literaturze
Wydarzenia literackie w 1125 roku.

## Nowe utwory
- obcojęzyczne
  - Franciszek z Asyżu – Hymn stworzenia (rok powstania przybliżony)[1]
  - Bernard z Clairvaux – Apologia ad Guillelmum
  - Zapiski Błękitnej Skały (zestawione przez Xuedou Chongxiana)

## Urodzili się
- Imad ad-Din al-Isfahani, perski historyk i humanista (zm. 1201)
- Lu You, chiński poeta (zm. 1209)

## Zmarli
- Kosmas z Pragi, czeski kronikarz (ur. ok. 1045)
- Mo'ezzi, perski poeta (ur. 1048)
- Teofil Prezbiter, pisarz i kronikarz (ur. ok. 1070)